# Stigmatodiscus
Stigmatodiscus ist die einzige Gattung der einzigen Familie Stigmatodiscaceae der Schlauchpilze, die alleine die Ordnung Stigmatodiscales bilden.

## Merkmale
Stigmatodiscus-Arten bilden kleine, becherförmige (apothezienähnlich) Fruchtkörper, die in der Rinde toter Zweige eingesenkt sind. Sie sind dunkelbraun bis schwarz und ohne deutlichen Rand. Das Hamathecium (das Gewebe zwischen den Schläuchen) besteht aus in eine gummiartige gelige Matrix eingebetteten Paraphysen, die septiert, unverzweigt, selten auch verzweigt, weiter oben Querverbindungen (anastomisierend) und verdickte freie Enden besitzen. Sie sind von einem sogenannten Epithecium bedeckt. Die Fruchtschicht färbt nicht mit Iod. Die Schläuche (Asci) besitzen immer acht Sporen und sind zweiwandig mit einer dicken Außen- und einer dünnen Innenwand. Sie sind iodnegativ, teleskopartig verlängert (fissitunikat) und sind in ihrer Form sehr verschieden von spindelförmig bis sackförmig oder keulig und besitzen eine breite augenähnliche Kammer an der Spitze. Die Sporen sind in zwei bis drei Reihen angeordnet, leicht oder stark asymmetrisch, breit spindelförmig, durchscheinend bis braun. Unreife Sporen sind meist einfach septiert, reife Sporen bekommen oft noch zwei zusätzliche Septen. Am Septum sind sie leicht bis stark eingeschnürt. Die Nebenfruchtform ist coelomycetisch und bildet Pyknidien, die in der Natur im Periderm der Wirtspflanzen eingesenkt sind.

## Lebensweise
Stigmatodiscus-Arten leben saprob auf toten Zweigen. Die Arten sind dabei relativ wirtspezifisch. So lebt Stigmatodiscus tamaricis auf Tamarisken, Stigmatodiscus pruni auf Schlehe oder Stigmatodiscus labiatus auf mediterranen Eichen. Nur Stigmatodiscus oculatus scheint auf vielen Pflanzenarten vorzukommen.

## Systematik und Taxonomie
Die Gattung Stigmatodiscus wurde 2016 von den österreichischen Mykologen Hermann Voglmayr und Walter Michael Jaklitsch erstbeschrieben und gleichzeitig in die neue Familie Stigmatodiscaceae und neue Ordnung Stigmatodiscales gestellt. Zugleich beschrieben sie auch die Gattung Asterodiscus. 2018 beschrieben Voglmayr und Angel Pintos Amengual drei weitere Arten aus Mallorca und synomisierten gleichzeitig die Gattung Asterodiscus mit Stigmatodiscus. Die Familie bzw. Ordnung ist daher monophyletisch
Nach Index Fungorum zählen folgende sechs Arten zur Gattung (Stand Mai 2022):
- Stigmatodiscus enigmaticus
- Stigmatodiscus labiatus
- Stigmatodiscus oculatus
- Stigmatodiscus pinicola
- Stigmatodiscus pruni
- Stigmatodiscus tamaricis